# ملعب الصناعة
ملعب الصناعة هو ملعب متعدد الاستخدامات، يستخدم لمباريات كرة القدم لنادي الصناعة العراقي يقع في مدينة بغداد في العراق ويتسع لنحو 10,000 متفرج.